# R.S.V.26-100
Le R.S.V.26-100 est un avion de tourisme belge biplan sorti au cours des années 1928-1929. Il constitue le dernier appareil produit sous le nom R.S.V.

## Conception et développement
Contrairement à certaines affirmations, le R.S.V.26-100 ne constitue pas une version allégée du R.S.V.26-180 utilisé par l'Aéronautique militaire belge. Alfred Renard affirme en effet avoir repris l'étude de ce biplan à son début sur la planche à dessin. 
L'appareil R.S.V.26-100 est un biplan de construction classique qui donne naissance à un autre R.S.V.26-100 transformable en monoplan, devenant ainsi le R.S.V.18-100.

## Description
Le R.S.V.26-100 se présente comme un biplan de tourisme qui apparaît au cours des années 1928-1929. Il dispose de qualités de décollage et d'atterrissage courts (respectivement 60 et 70 mètres) dues à son faible poids au mètre carré, à sa charge au cheval vapeur peu élevée ainsi qu'à son profil d'aile très porteur en creux semi-épais. 
Le fuselage est identique à celui du R.S.V.18-100. Par conception, le biplan peut être rapidement converti en monoplan, et inversement, grâce à la mise en commun des toutes les ferrures de la cabane, des empennages et des commandes. Le choix des matériaux sur le R.S.V.18-100 s'avère judicieux. L'aile, les gouvernes et le fuselage sont en bois avec un entoilage. La cabane, les mâts, le bâti-moteur, une partie du train d'atterrissage et les commandes sont en dural tandis que les ferrures et les pièces supportant le plus de fatigue du train sont en acier.
La structure du fuselage est classique, en bois. Le revêtement du bâti-moteur est constitué de tôle d'aluminium avec des portes d'accès pour les accessoires du moteur. Au-delà du bâti-moteur, le revêtement est en contreplaqué jusqu'au poste de pilotage puis entoilé jusqu'à l'arrière. 
La voilure biplane est composée de 4 demi-ailes à profil creux et semi-épais avec un aileron par demi-aile. Afin d'accroître la visibilité, les plans inférieurs sont décalés de 60 cm vers l'arrière. Le dièdre est plus important que dans la version monoplan.
La motorisation est assurée par un moteur à 5 cylindres en étoile à refroidissement par air Renard type 100 développant 110 ch à 1 600 tr/min. Un réservoir principal d'une contenance de 120 litres est logé dans le fuselage avec la possibilité d'installer un second réservoir de même capacité dans l'aile supérieure.

## Histoire
Cinq appareils R.S.V.26-100 ont été construits. Le premier d'entre eux, immatriculé O-BAJK, a été vendu à la firme américaine Wright-Tuttle Aircraft Motors à Anderson, dans l'Indiana avant de recevoir l'immatriculation NC-157H. 
| Immatriculation | Réimmatriculation | Numéro du certificat d'immatriculation | Informations                                                                              |
| --------------- | ----------------- | -------------------------------------- | ----------------------------------------------------------------------------------------- |
| O-BAJK          | NC-157H           | c.i. 149 18/07/1928                    | Radié le 30/03/1931. Vendu à Wright-Tuttle Aircraft Motors, Anderson, Indiana, États-Unis |
| O-BAJS          | OO-AJS            | c.i. 161 03/12/1928                    | Radié en 1946                                                                             |
| O-BAJU          | OO-AJU            | c.i. 162 12/12/1928                    | Radié en 1946                                                                             |
| OO-AJT          |                   | c.i. 167 21/02/1929                    | Radié le 20/01/1936                                                                       |
| OO-AJV          |                   | c.i. 168 21/02/1929                    | Radié en 1946                                                                             |